# 李元素 (京兆)
李元素（8世纪—810年），字大樸，唐朝长安人。
邢國公李密的后裔，宰相李泌的堂弟，曾擔任侍御史，當時東都留守杜亞欲陷害大将令狐运，有强盗在洛水以北抢劫运绢車隊，杜亞下令逮捕令狐運四十餘人。元素為此冤案平反，唐德宗曾大怒喝斥“出”、“去”。迁给事中，再迁尚书右丞。郑滑节度使卢群卒，拜李元素检校工部尚书节度其军，治有异绩。元和初年（806年），召拜御史大夫。大夫，自贞元后，朝廷因难得御史大夫之材，不设，而李元素因素有名望被召拜，中外都希其风采。然而他没有建树，希望作宰相，久之不被用，就对宾客说：“别以散官外放我。”见属吏就先拜，人人失望。李锜反叛，李元素拜浙西节度使。数月回京，为国子祭酒，进户部尚书、判度支。
李元素少孤，奉长姊谨悌，长姐死后，悲鲠成疾，辞职屏居。其妻是石泉公王方庆的孙女。李元素前妻所生子皆不肖，李元素溺爱姬侍不理睬王氏。李元素生病久后更是昏惑，休弃王氏。王氏诉之于朝，诏免李元素官，且令给王氏钱五百万。元和五年李元素卒，赠陕州大都督。

## 延伸阅读
[在维基数据编辑]
 在维基文库阅读此作者作品
 《新唐書·卷147》，出自《新唐書》